# Tunelul Ryfylke
Tunelul Ryfylke (în norvegiană Ryfylketunnelen) este un tunel rutier submarin cu o lungime de 14,5 km, cu taxă din provincia norvegiană Rogaland. Ca parte a Riksvei 13, trece pe sub Horgefjord și pe sub insula Sør-Hidle și leagă insula Hundvåg din Stavanger cu Tau din comuna Strand.

## Detalii constructive

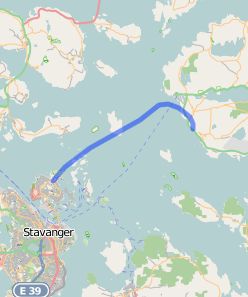
Tunelul Ryfylke

Tunelul Ryfylke face parte din proiectul Ryfast și este cel mai lung tunel rutier subacvatic din lume, cu o lungime de 14,3 km la finalizarea proiectului Rogfast și la 292 m sub NM. în prezent, cel mai adânc tunel rutier din lume. În 2019, a înlocuit tunelul norvegian Eiksund (287 sub NM), care a deținut acest record timp de unsprezece ani. Este de așteptat ca în 2033 să predea recordul tunelului Boknafjord (Proiectul Rogfast), care este în construcție la doar câțiva kilometri nord și va ajunge la 392 sub NM, care va fi cu peste 100 m mai adânc.
Construcția celor două tuburi ale tunelului a început în 2012, iar tunelul a fost deschis pe 30 decembrie 2019. Costul a fost de 8,1 miliarde KNO.
Tunelul Ryfylke este considerat unul dintre cele mai sigure tuneluri din Norvegia, în principal datorită celor două tuburi. În cazul unui incendiu, oamenii pot scăpa în celălalt tub prin trecerile transversale la fiecare 250 m. Ventilația poate elimina și fumul din tunel în direcția de mers.